# Lîpne, Kiverți
Lîpne (în ucraineană Липне) este o comună în raionul Kiverți, regiunea Volînia, Ucraina, formată numai din satul de reședință.

## Demografie
Componența lingvistică a satului Lîpne
     Ucraineană (99,8%)
     Alte limbi (0,2%)
Conform recensământului din 2001, majoritatea populației satului Lîpne era vorbitoare de ucraineană (99,8%), existând în minoritate și vorbitori de alte limbi.